# Tapecomys
Tapecomys is een geslacht van zoogdieren uit de familie van de Cricetidae. De wetenschappelijke naam van het geslacht werd in 2000 gepubliceerd door Anderson and Yates.

## Soorten
Er worden 2 soorten in dit geslacht geplaatst:
- Tapecomys primus S. Anderson & Yates, 2000
- Tapecomys wolffsohni (O. Thomas, 1902)

Andalgalomys · Auliscomys · Calassomys · Calomys · Eligmodontia · Galenomys · Graomys · Loxodontomys · Phyllotis · Salinomys · Tapecomys